# Club Gimnasia y Esgrima de Mendoza
|  | No s'ha de confondre amb Gimnasia y Esgrima (desambiguació). |

El Club Gimnasia y Esgrima de Mendoza és un club de futbol argentí de la ciutat de Mendoza, a la província del mateix nom.

## Història
El club va ser fundat el 30 d'agost de 1908.
Ha disputat un total de 121 partits a la Primera Divisió Argentina (a data de setembre de 2010), obtenint 122 punts. Fou durant les temporades 1970-72, 1975, 1978 i 1981-84, amb les següents classificacions:
- 1970, 5è al Grup A de 10 equips.
- 1971, 4t al Grup B de 14 equips.
- 1972, 11è al Grup B de 13 equips.
- 1975, 4r al Grup A de 8 equips.
- 1978, 7è al Grup B de 8 equips.
- 1981, 7è al Grup A de 8 equips.
- 1982, 5è al Grup C, de 8 equipos.
- 1983, últim al grup H de 4 equips.
- 1984, 2n al Grup B, classificat per vuitens de final perdent per 3-5 amb Argentinos Juniors.

## Palmarès
- Campionat de Mendoza de futbol (20): 
  - 1922, 1923, 1931, 1933, 1937, 1939, 1949, 1952, 1964, 1969, 1974, 1977, 1980, 1981, 1982, 1983, 1986, 1991, 1997/98, 2001.[1]

## Futbolistes destacats
- Darío Felman (1970~1974, 1984)
- Juan Gilberto Funes (1983~1984)
- Mario Videla (1981~1982)